# Рентгеновият филм на Макинтайър
„Рентгеновият филм на Макинтайър“ (на английски: Macintyre's X-Ray Film) е британски късометражен документален радиографичен ням филм от 1896 година, режисиран от шотландския лекар Джон Макинтайър.
Началните кадри на филма показват рентгенови снимки на колянна става на жаба. Следва рентгенова радиография на възрастен човек, като всяка една снимка е направена със скорост 1/300-на част от секундата. Тази серия от снимки ни дава възможност да видим пълният цикъл на движенията на сърцето. На следващите кадри се виждат движенията на храносмилателните органи, както и ставите в тялото, като по този начин може по-лесно да се постави диагнова за евентуално заболяване на костите. Филмът завършва с кадри на човешко сърцебиене.